# Maminas
Maminas è una frazione del comune di Shijak in Albania (prefettura di Durazzo).
Fino alla riforma amministrativa del 2015 era comune autonomo, dopo la riforma è stato accorpato, insieme agli ex-comuni di Gjepalaj, Shijak e Xhafzotaj a costituire la municipalità di Shijak.

## Località
Il comune era formato dall'insieme delle seguenti località:
- Maminas
- Karrec
- Vlashaj
- Karpen
- Bodinat
- Metalle
- Bilalas
- Rubjeke